# 小行星58579
小行星58579（58579 Ehrenberg）是一颗绕太阳运转的小行星，为主小行星带小行星。该小行星于1997年9月24日发现。
該小行星以捷克女高音歌劇演唱家埃赫倫貝爾克的埃萊奧諾拉·加耶羅娃（Eleonora Gayerová z Ehrenberku）命名。

## 轨道参数
小行星58579的轨道半长轴为2.2115326 UA，离心率为0.186。